# Oberbergener Scheibenbuck
Das Naturschutzgebiet Oberbergener Scheibenbuck liegt auf dem Gebiet der Gemeinde Vogtsburg im Kaiserstuhl in Baden-Württemberg.

## Kenndaten
Das Gebiet wurde durch Verordnung des Regierungspräsidiums Freiburg vom 16. Dezember 1991 als Naturschutzgebiet unter der Schutzgebietsnummer 3183 ausgewiesen. Der CDDA-Code lautet 164859  und entspricht der WDPA-ID.

## Lage
Das Schutzgebiet liegt rund 500 Meter südlich des Vogtsburger Ortsteils Oberbergen und gehört vollständig zum FFH-Gebiet Nr. 7911-341 Kaiserstuhl und auch zum gleichnamigen Vogelschutzgebiet Nr. 7912-442 Kaiserstuhl. Es liegt im Naturraum 203-Kaiserstuhl innerhalb der naturräumlichen Haupteinheit 20-Südliches Oberrheintiefland.

## Schutzzweck
Wesentlicher Schutzzweck ist laut Schutzgebietsverordnung die Erhaltung eines für den Kaiserstuhl typischen wärmeliebenden Vegetationsmosaiks als Lebensraum einer Vielzahl seltener und zum Teil vom Aussterben bedrohter Tier- und Pflanzenarten.